# Diolândia (Itapuranga)
Diolândia é um distrito pertencente ao município de Itapuranga, Goiás, situado na região do Vale do São Patrício.
Fundação: 3 de maio de 1950.
Coordenadas: 15°24'19"S 49°58'25"W
Cidades vizinhas: São Patrício, Rubiataba, Morro Agudo de Goiás, Itaberaí, Goianésia, Cocalzinho de Goiás, Goiás Velho.

## História
Diolândia foi fundada em 3 de maio de 1950 por Dionísio José Lopez.
Em 1952 foi criada a Capela nossa Senhora da Guia.
A primeira escola foi fundada, também, em 1952, pelo professor Vicente Batista da Silva, esta era particular.
Nesta época Diolândia pertencia ao município de Carmo do Rio Verde.
Em 1954 Dionísio José Lopez foi o primeiro candidato a vereador de Diolândia, mas, não foi eleito.
Em 1956 Diolândia passou a pertencer a Itapuranga.
A primeira escola pública foi iniciada em 1956 pelo professor Abreu Rodrigues Preto, que funciou por um ano.
Em 1957 foi fundada a Escola Estadual Farnese Rabelo pelo professor Adélio Mariano de Castro, atingindo um contingente naquele mesmo ano de 177 alunos.
Em janeiro de 1959 Diolândia passa a ser distrito, neste mesmo ano Diolândia ganha seu primeiro cartório e é transferida a capela para a Igreja Nossa Senhora da Guia.
Em 1977 Diolândia ganha energia elétrica e em 1990 ganha seu primeiro posto telefônico.

## Economia
A economia é voltada para a pecuária onde destaca-se o gado leiteiro e de corte, e produção na suinocultura, piscicultura e avicultura. Além comércio também se desenvolve na região.

### Setores de Geração de Emprego
- Agricultura: arroz,feijão, milho e leguminosas
- Pecuária: bovinos, suínos, Ovinos
- Construção: construção civil - Pedreiro e servente
- Comércio: 3 unidades empregadora - Surpermecado e nine-mercado
- Educação: 2 unidades empregadoras - Colégio Estadual Farnese Rabelo e Escola Municipal Vera Cruz que deixou de existir
- Saúde: 1 unidades empregadora - Posto de saúde

## Subdivisões
Diolândia é atualmente divida em Setor Central e Vila Resende, tendo poucas vias públicas com pavimentação asfáltica.

## Urbanização
Diolândia tem 30% das ruas pavimentadas, e nenhuma com esgoto coletado. Praticamente todas as ruas são iluminadas e são quase 100% de casas com energia elétrica e água encanada (poço artesiano).
A estrutura de concreto mais alta da cidade é de um prédio de 2 andares situado no centro da cidade.

## Clima
Diolândia possui um clima quente e seco no inverno e quente e úmido no verão. No inverno, as temperaturas mínimas podem alcançar os 15 °C, 16 °C e as máximas, aproximarem-se dos 30 °C.

## Hidrografia
Contém rios de pequeno porte como: o Santana e o Olhos d'água.

## Educação
Escola pública
Colégio Estadual Farnese Rabelo - Ensino fundamental e médio.
Municipal
Escola Municipal Vera Cruz

## Saúde
Há um estabelecimento de saúde: Posto de Atendimento público (posto de saúde).
Farmácia ItaFarma medicamentos

## Transporte
- Empresa Santo Antônio - Goiânia - Anápolis - Morro Agudo
- Auto Viação Goianésia - Morro Agudo - Itapuranga - Goiânia